# Bror Reinhold Adlerberg
Bror Reinhold Adlerberg, född 16 december 1781, död 22 september 1834 i Stockholm var en svensk militär och bildhuggare.
Han var son till löjtnanten och inspektoren vid Kungsladugården vid Drottningholm Erik Gustaf Adlerberg och Catharina Vilhelmina Lejonsten. Vid sidan av sin militära tjänst som löjtnant var Adlerberg verksam som skulptör. Han studerade skulptur för Erik Gustaf Göthe. Hans konst består av porträttbyster och porträttmedaljonger. Adlerberg är representerad vid Nationalmuseum med marmormedaljongen av professor Samuel Ödmann och en bronserad gipsbyst av statsrådet Gustaf Fredrik Wirsén. 